# Valle dell'Angelo
Valle dell'Angelo – miejscowość i gmina we Włoszech, w regionie Kampania, w prowincji Salerno.
Według danych na rok 2004 gminę zamieszkiwało 406 osób, 11,3 os./km².